# Andrzej Huszno
Andrzej Huszno (ur. 6 listopada 1892 w Goleniowach, zm. 4 czerwca 1939 w Dąbrowie Górniczej) – polski duchowny, założyciel i administrator generalny (protojerej) Polskiego Narodowego Kościoła Prawosławnego.

## Życiorys

### Duchowny rzymskokatolicki
W 1915 po studiach w seminarium duchownym w Kielcach przyjął święcenia kapłańskie. Pracował jako wikariusz w parafiach rzymskokatolickich w Wolbromiu, Kazimierzy Wielkiej i Pacanowie. W 1916 ze względu na niedopełnianie obowiązków kapłańskich i prowadzenie niemoralnego stylu życia został suspendowany przez biskupa ordynariusza kieleckiego, Augustyna Łosińskiego.
W czasie I wojny światowej rozpoczął działalność publicystyczną i społeczną sympatyzując z Polską Partią Socjalistyczną. Po nałożeniu kar kościelnych przebywał w Krakowie, gdzie podjął studia na Uniwersytecie Jagiellońskim. W 1917 opublikował kontrowersyjną w owym czasie broszurę Syn człowieczy, w której głosił poglądy sprzeczne z ówczesnym nauczaniem Kościoła katolickiego. 
W 1918 tuż po zakończeniu działań wojennych mimo kar kościelnych wdał się w sprawę parafii niezależnej w Mstyczowie i został wybrany niezgodnie z prawem kanonicznym jej proboszczem. Naraziło go to na konflikt z kurią biskupią w Kielcach. Został oskarżony o podburzanie ludzi do zamieszek i trafił na dziesięć miesięcy do więzienia. Niedługo później popadł w spór z episkopatem polskim za opublikowanie broszury Kościół demokratyczny. Znów trafił na krótko do więzienia, a także został ekskomunikowany. Jego sprawa była poruszana przez posłów podczas obrad Sejmu Ustawodawczego Rzeczypospolitej Polskiej. W 1920 pojednał się z Kościołem rzymskokatolickim i odwołał głoszone przez siebie hasła. W 1921 powrócił jednak do Mstyczowa i ponownie rozpoczął organizowanie parafii niezależnej. W 1922 odszedł definitywnie z Kościoła rzymskokatolickiego i w następnym roku został kapłanem Polskiego Narodowego Kościoła Katolickiego.

### Duchowny polskokatolicki
Jako ksiądz polskokatolicki był organizatorem parafii narodowej na osiedlu górniczym Dziewiąty w Dąbrowie Górniczej oraz jej placówek misyjnych w Gołonogu i Strzemieszycach. Głosząc poglądy socjalistyczne zebrał liczną grupę wiernych wśród robotników Zagłębia Dąbrowskiego. Zjednywał sobie także ludzi praktykowanym przez siebie ziołolecznictwem. Prowadził pensjonat przyrodoleczniczy na terenie kolonii Basiula pod Ząbkowicami i wytwórnię ziół leczniczych w Dąbrowie Górniczej. 
W 1926 z powodu nieporozumień odszedł z Polskiego Narodowego Kościoła Katolickiego. Początkowo działał niezależnie. Założył Polski Katolicki Kościół Narodowy, który w krótkim czasie zrzeszał 2 tysiące wiernych. Organem Kościoła było pismo „Głos Ziemowida”. Doktryna PKKN łączyła katolicyzm z teozofią a nawet neopogaństwem. Z czasem podjął zabiegi mające na celu zawarcie unii kościelnej z Cerkwią prawosławną. Po ponad półrocznych rozmowach jego starania zostały uwieńczone sukcesem. W sierpniu 1926 przeszedł na prawosławie.

### Duchowny prawosławny
8 sierpnia 1926 Andrzej Huszno został w warszawskim soborze św. Marii Magdaleny uroczyście inkardynowany jako mitrat i proboszcz parafii św. Michała Archanioła w Dąbrowie Górniczej do Polskiego Autokefalicznego Kościoła Prawosławnego. 
Pod jurysdykcją soboru biskupów prawosławnych ksiądz Huszno założył autonomiczny Polski Narodowy Kościół Prawosławny. Z czasem pozyskał dla swojej denominacji kilku księży, którzy założyli placówki wspólnoty prawosławnej obrządku łacińskiego w całej Polsce. Konflikty wewnątrz Kościoła doprowadziły jednak do rozłamów. Polski Narodowy Kościół Prawosławny opuściło kilku duchownych, którzy utworzyli własne denominacje. Sam ksiądz Andrzej Huszno był też wiele razy skonfliktowany z hierarchią prawosławną, której nie podobały się jego poglądy teozoficzne, neopogańskie i socjalistyczne oraz kontakty z polonijnym biskupem niezależnym ze Stanów Zjednoczonych Ameryki, Józefem Zielonką.

### Pojednanie z Kościołem katolickim i śmierć
Przez wiele lat ksiądz Huszno chorował na raka. W 1939 jego stan gwałtownie pogorszył się. Musiał zostać hospitalizowany. Mimo operacji nie odzyskał zdrowia i zmarł w szpitalu.
Przed śmiercią ksiądz Huszno pogodził się z Kościołem rzymskokatolickim i złożył rekoncyliację w obecności księdza Stefana Niedźwiedzkiego. Jego pogrzeb, który odbył się bazylice Najświętszej Maryi Panny Anielskiej w Dąbrowie Górniczej zgromadził kilka tysięcy osób, z których znaczna część w przeszłości była członkami jego wspólnoty lub z nią sympatyzowała.

## Życie prywatne
Po odejściu z Kościoła rzymskokatolickiego ksiądz Andrzej Huszno żeniąc się zerwał celibat. Jego żona Stefania zmarła jednak w roku 1932. Para miała jedno dziecko, córkę Indrę Irenę.

## Andrzej Huszno w literaturze
Ksiądz Andrzej Huszno był pierwowzorem postaci księdza Kani z powieści Czarne Skrzydła, Juliusza Kaden-Bandrowskiego opowiadającej o losach górników pracujących w Zagłębiu Dąbrowskim.

## Literatura dodatkowa
Tomasz Sikorski, Herezjarcha. Andrzej Huszno (1892 - 1939). Życie - Działalność – Poglądy. Warszawa – Radzymin 2018